# Tinea erasella
Tinea erasella is een vlinder uit de familie van de echte motten (Tineidae). De wetenschappelijke naam van de soort werd in 1863 gepubliceerd door Philipp Christoph Zeller. De soort komt voor in Venezuela.